# John Mill
John Mill (Shap, 1645 – 23 giugno 1707) è stato un teologo e grecista inglese.
È noto soprattutto per la sua edizione critica del Nuovo Testamento in lingua greca, che comprende più di 30.000 varianti di lettura rilevate da una comparazione riga per riga di 100 testi fra manoscritti neotestamentari originali, copie, citazioni, parafrasi e traduzioni.

## Biografia
Nel 1661, si iscrisse al Queen's College di Oxford e si laureò otto anni più tardi, pronunciando un'Oratio Panegyrica all'inaugurazione del Teatro Sheldoniano di Oxford. Divenuto Fellow dell'istituto, nel 1676 fu nominato cappellano del vescovo di Oxford e, cinque anni più tardi, canonico di Bletchington, nell'Oxfordshire nonché cappellano del re Carlo II. Dal 1685 fino alla morte, fu preside del collegio St Edmund Hall di Oxford.
Nel 1704, la regina Anna lo nominò cannico prebendario all'interno del clero di Canterbury. Morì due settimane dopo la pubblicazione del Novum testamentum græcum.

## Critica testuale
Il testo fondamentale di Mill fu il Novum testamentum græcum, cum lectionibus variantibus MSS. esemplare, versionum, editionum SS. patrum et scriptorum ecclesiasticorum, et in easdem nolis, pubblicato ad Oxford nel 1707, dopo tren'tanni di lavoro e ricerche. La redazione dell'opera fu incoraggiata dal vescovo John Fell (1625-1686), influente accademico e suo predecessore nel campo della critica biblica. La traduzione è basata su quella di Robert Estienne nel 1550, ma le note, oltre a includere tutte le varianti du lettura esistenti in precedenza, integrano anche un'ulteriore collezione di varianti relative a nuovi manoscritti e a versioni orientali, che furono esaminate per la prima volta da Mill. Per quanto riguarda i testi orientali, Mill analizzò soltanto le rispettive traduzioni in latino.
Sebbene la quantità di informazioni fornite da Mill sia piccola rispetto a quella delle edizioni moderne della Sacra Scrittura, è probabile che nessun altro biblista, con la probabile eccezione di von Tischendorf, abbia messo a disposizione degli studiosi una simile mole di nuovi materiali del tutto inediti. Inoltre, Mill notò per primo il valore della concordanza testuale fra le versioni latine e il Codex Alexandrinus, considerato come l'unica traccia di un antico testo greco non occidentale, che fosse sufficientemente conosciuto all'epoca. Tale idea influenzò l'opera di Richard Bentley.
La sua opera fu oggetto delle critiche di Daniel Whitby e di Anthony Collins. L'Examen di Whitby affermò che Mill aveva distrutto la validità del testo, mentre fu il destinatario della replica di Bentley (Phileleutherus lipsiensis). Quest'ultimo affermò che le critiche di Whitby erano infondate, e difese Mill facendo notare che questi aveva scoperto delle differenze testuali che esistevano in precedenza, e non poteva essere in alcun modo ritenuto il responsabile di tali problemi. Concluse dicendo che la Cristianità era sopravvissuta attraverso i secoli, malgrado gli errori passati.

## Opere
- John Mill, Novum Testamentum Graecum, cum lectionibus variantibus MSS, Oxford, 1707.

Nel 1710, il tipografo Ludolf Küster pubblicò ad Amsterdam una ristampa che integrava la lettura di dodici nuovi manoscritti. La versione digitalizzata del Novum Testamentum Graecum, cum lectionibus variantibus MSS può essere consultata nel sito della Bayerische Staatsbibliothek.